# Пјан ди Корељија (Ђенова)
Пјан ди Корељија је насеље у Италији у округу Ђенова, региону Лигурија.
Према процени из 2011. у насељу је живело 27 становника. Насеље се налази на надморској висини од 54 м.